# Maybellene
«Maybellene» es una canción escrita por Chuck Berry. Fue editada en julio de 1955 en sencillo por Chess Records en Chicago, Illinois. la canción fue inspirada por un tema western Ida Red del cantante de western swing Bob Wills, ya que Chuck era admirador de su música. 
Es el primer sencillo de Berry, y también su primer número uno. «Maybellene» es considerada una canción pionera del rock and roll: la revista Rolling Stone, lo considera como una estrella del rock & roll. La grabación es un primario caso de la creación del género del rock and roll.
En 1955, la canción, llegó al n.º 5 en el Billboard en las listas de rock, y llegó al n.º 1 en la lista de R&B. Chuck Berry fue el primer afroamericano que tuvo un sencillo dentro del top en Billboard.[cita requerida]

## Compositores
En los años 1950, algunas empresas de grabación incluían en los créditos como cocompositores a técnicos de sonidos y otras personas que ayudaban a realizar una grabación, una forma de payola vía derechos de autor de compositor. Esto explica que el técnico de sonido, Alan Freed apareciese en los créditos como coescritor de «Maybellene». Russ Fratto, que había prestado el dinero a Chess Records, también fue acreditado como compositor. Estos créditos serían eliminados años después.

## Versiones
Allmusic menciona versiones realizados por más de 70 artistas, incluidos Elvis Presley, Simon and Garfunkel, un medley con Kodachrome, Carl Perkins, Bubba Sparks, Foghat, Gerry & The Pacemakers, Johnny Rivers y Chubby Checker.
«Maybellene» es también el primer sencillo de Steve Howe lanzado en 1964 con la banda The Syndicats.
En junio de 2007 la banda de punk rock Social Distortion editó una versión de la canción como un bonus track en su álbum Greatest Hits.